# XXVe législature de la république de Turquie
23 juin - 1er novembre 2015
24e 26e
La vingt-cinquième législature de la république de Turquie (en turc Türkiye Büyük Millet Meclisinin 25. Dönemi) est la composition de la Grande assemblée nationale de Turquie après les élections législatives qui se sont tenues le 7 juin 2015, jusqu'aux législatives anticipées tenues le 1er novembre 2015.

## Historique
L'assemblée est composée de 550 sièges répartis entre quatre formations politiques : le Parti de la justice et du développement (AKP), le Parti républicain du peuple (CHP), le Parti d’action nationaliste (MHP) et le Parti démocratique des peuples (HDP). Deux députés ne sont pas dans ces groupes parlementaires, İhsan Özkes après sa démission du CHP, et Tuğrul Türkeş après son exclusion du MHP.
L'ancien secrétaire général du CHP Deniz Baykal, âgé de 77 ans, doyen de l'assemblée, assure la présidence du bureau d’âge de la première séance de la législature, avec la députée la plus jeune, Dilek Öcalan, membre du Parti démocratique des peuples (HDP). İsmet Yılmaz, député AKP de Sivas, ministre de la défense nationale du gouvernement précédent, est élu à la présidence le 1er juillet 2015.
Pour la première fois depuis la 22e législature élue en novembre 2002, il n'y a pas de groupe parlementaire disposant d’une majorité absolue. L'AKP est mis en minorité face aux autres partis, qui se sont établis dans l'opposition depuis plus de 12 ans. Après près de deux mois d'intenses tractations entre les formations politiques représentées pour créer un gouvernement de coalition disposant de la confiance de l’assemblée, le président de la République Recep Tayyip Erdoğan constate l'échec de la législature dans la constitution d’un gouvernement. Conformément à la Constitution de 1980 il dissout l'assemblée et convoque de nouvelles élections en novembre.
Ahmet Davutoğlu remet la démission de son gouvernement à Recep Tayyip Erdoğan le 9 juin 2015,. Un gouvernement provisoire est mis en place par décret et selon les dispositions de l'article 114 de la Constitution de 1982, qui ne requiert pas le vote de confiance parlementaire, et chargé d’assurer la continuité du pouvoir exécutif et la tenue des élections législatives anticipées de novembre 2015.
La législature prend fin le 1er novembre 2015 et est suivie par la vingt-sixième législature.
La 25e législature est la plus courte qu'ait connu la Turquie sous son régime républicain depuis 1920.

## Composition

### Composition par formation politique
La composition par groupes parlementaires et la suivante :
| Parti                                                                    | Idéologie                                                               | Sièges    | Président de groupe | Vice-président au divan |
| ------------------------------------------------------------------------ | ----------------------------------------------------------------------- | --------- | ------------------- | ----------------------- |
| Parti de la justice et du développement Adalet ve Kalkınma Partisi (AKP) | Droite Libéralisme économique Conservatisme social Démocratie islamique | 258 / 550 | Ahmet Davutoğlu     | Naci Bostancı           |
| Parti républicain du peuple Cumhuriyet Halk Partisi (CHP)                | Centre gauche Social-démocratie Républicanisme Kémalisme                | 132 / 550 | Kemal Kılıçdaroğlu  | Şafak Pavey             |
| Parti d'action nationaliste Milliyetçi Hareket Partisi (MHP)             | Droite à extrême droite Nationalisme                                    | 80 / 550  | Devlet Bahçeli      | Koray Aydın             |
| Parti démocratique des peuples Halkların Demokratik Partisi (HDP)        | Gauche Autonomie démocratique Écologie politique féminisme              | 80 / 550  | Selahattin Demirtaş | Yurdusev Özsökmenler    |

Le 21 juillet 2015 İhsan Özkes, élu sous l'étiquette du Parti républicain du peuple (CHP), démissionne de son parti et devient le seul député sans étiquette de la législature.
Le 5 septembre 2015, Tuğrul Türkeş, élu sous l'étiquette du député du Parti d'action nationaliste (MHP), est exclu de son parti après avoir accepté sans son aval un portefeuille ministeriel (il est nommé vice-Premier ministre responsable du monde turc),,.

### Composition démographique
Composition de l'Assemblée par classe d'âge et par genre
- Hommes
- Femmes

Composition des groupes parlementaires par genre des députés, en %
- Hommes
- Femmes

Composition des groupes parlementaires par niveau de diplôme des députés, en %
- Primaire
- Secondaire
- Supérieur

Composition des groupes parlementaires par classe d'âge des députés, en %
- 25-29
- 30-39
- 40-49
- 50-59
- 60-69
- 70+

## Divan
Le divan de la présidence est constitué comme suit, (les vice-présidents sont indiqués en gras) :
| Nom                      | Parti |
| ------------------------ | ----- |
| İsmet Yılmaz (président) | AKP   |
| Naci Bostancı            | AKP   |
| Şafak Pavey              | CHP   |
| Koray Aydın              | MHP   |
| Yurdusev Özsökmenler     | HDP   |
| Sema Kırcı               | AKP   |
| Fehmi Küpçü              | AKP   |
| Bülent Turan             | AKP   |
| Mücahit Durmuşoğlu       | AKP   |
| Gülizar Biçer Karaca     | CHP   |
| Emre Köprülü             | CHP   |
| Emin Çınar               | MHP   |
| Erol Dora                | HDP   |
| Ahmet Gündoğdu           | AKP   |
| Salim Uslu               | AKP   |
| Tufan Köse               | CHP   |
| Seyfettin Yılmaz         | MHP   |
| Sırrı Süreyya Önder      | HDP   |